# Deutsche Reparationen nach dem Zweiten Weltkrieg
Deutsche Reparationen nach dem Zweiten Weltkrieg sind Reparationen Deutschlands nach dem Zweiten Weltkrieg an Länder, die sich mit dem Deutschen Reich im Kriegszustand befanden oder deren Gebiet von der Wehrmacht besetzt worden war. Anders als die deutschen Reparationen nach dem Ersten Weltkrieg aufgrund des Kriegsschuldartikels im Vertrag von Versailles (Art. 231) bestanden die Reparationsverpflichtungen nicht auf friedensvertraglicher Grundlage. Sie erfolgten nach Kriegsende auch nicht in Geldzahlungen von deutscher Seite, sondern in Demontagen durch die Siegermächte, der Beschlagnahme deutschen Auslandsvermögens sowie dem Einsatz deutscher Zwangsarbeiter. 
Im Rahmen der deutschen Wiedergutmachungspolitik schloss die Bundesrepublik Deutschland hingegen mit zwölf westeuropäischen Staaten sowie mit Israel und der Jewish Claims Conference bilaterale Verträge, die die Versorgung der Kriegsopfer und die Entschädigung von Opfern der nationalsozialistischen Verfolgung beinhalteten.

## Siegermächte
Die Reparationsansprüche der Siegermächte gegenüber Deutschland wurden in zwei Stufen realisiert: Einseitigen Befehlen und Kontrollratsgesetzen unmittelbar nach Kriegsende folgten nach Gründung der Bundesrepublik Deutschland und Wiederherstellung der deutschen Staatsgewalt verschiedene vertragliche Regelungen.

### Interessen
Die Reparationsfrage war seitens der US-Amerikaner nicht nur bestimmt von der Wiedergutmachung des durch deutsche Streitkräfte der Sowjetunion und anderen alliierten und besetzten Ländern zugefügten materiellen Schadens und dem Interesse, Deutschland durch Demilitarisierung „als einen aggressiven Staat [militärisch] maximal unschädlich zu machen“, sie war auch eingebunden in ein Interesse zur Neuorganisation der europäischen Wirtschaft und Dekartellierung Deutschlands. Der Wiederaufstieg zur Vormacht Europas sollte verhindert, die deutsche industrielle Autarkie gebrochen, ein landwirtschaftlicher Protektionismus ebenso wie diskriminierende Handelspraktiken unterbunden und sein Potential zur „Rekonstruktion Europas“ genutzt werden.
Beeinflusst von dem marxistischen Wirtschaftswissenschaftler Eugen Varga tolerierte es die sowjetische Seite, wenn „die Zahlung der Wiedergutmachungen die materielle Lage in den besiegten Ländern noch verschärfen, unter allen Umständen zu einer wachsenden Unzufriedenheit der Völker führen und eine revolutionäre Situation schaffen“ würden.
Das an den Interessen der britischen Industrie orientierte Board of Trade bevorzugte deutsche Entschädigungsleistungen anders als nach dem Ersten Weltkrieg nicht durch monetäre, sondern durch Sachlieferungen, um es in eine „Nation von Unterlieferanten“ und die deutsche Wirtschaft in eine Ergänzung, nicht Konkurrenz der britischen umzuwandeln.
Bernard Baruch, der sowohl den britischen Premier Winston Churchill als auch den US-amerikanischen Präsidenten Theodore Roosevelt beriet, schlug vor, Aspekte der europäischen Rekonstruktion mit der deutschen Reparationsregelung und anderen Fragen zu verknüpfen. Angesichts der Erfahrungen nach dem Ersten Weltkrieg durften nicht erneut „Rückzahlung oder Rache“ die maßgeblichen Prinzipien sein, sondern „Sicherheit für die Welt und Rekonstruktion der von den Deutschen verwüsteten Gebiete“. Das aber implizierte, die deutschen Leistungen zu begrenzen.
Die Briten wollten mit Hilfe des deutschen Potentials ihre in zwei Weltkriegen verlorene Führungsposition gegenüber den USA zurückgewinnen und konnten sich nicht durch die amerikanische „Welt-Reparationspolitik“ in ihrer nationalen Autonomie binden lassen oder sich gar dem Führungsanspruch der USA unterstellen. Auch Frankreich und die Sowjetunion wollten ihren Anspruch als gleichberechtigte Großmächte durch eine ökonomisch-strategische Abhängigkeit von den USA nicht verlieren. Als von Kriegseinwirkungen besonders zerstört, befürworteten sie mehr als Briten und Amerikaner die Ausbeutung des deutschen Restpotentials zugunsten der eigenen Rekonstruktion durch radikale Demontagen.
Eine Kontrolle der Entnahmen gelang nicht, da die Alliierten mit der Berliner Erklärung im Juni 1945 die Regierungsgewalt übernommen hatten und die Befehlshaber der einzelnen Besatzungszonen autonom handeln durften. Die zunächst in Moskau und später in Berlin ansässige Reparationskommission erzielte keinen Konsens, ebenso wenig der Alliierte Kontrollrat, nachdem er die Aufgaben der Kommission übernommen hatte.

### Alliierte Beschlüsse

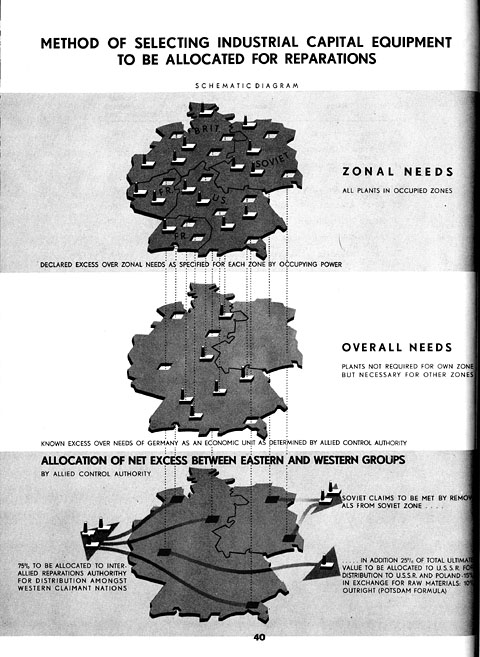
OMGUS-Darstellung der geplanten Demontage, 1945

Noch vor Ende des Zweiten Weltkriegs beschloss die Anti-Hitler-Koalition im Februar 1945 auf der Konferenz von Jalta, „Deutschland in größtmöglichem Umfang zu verpflichten, Ersatz für die in den alliierten Ländern verursachten Kriegsschäden zu leisten“. Über Umfang, Art und Weise sollte eine Kommission befinden. 
Im Potsdamer Abkommen vom 2. August 1945 wurden nähere Übereinkünfte über Reparationen erreicht. Die Bezahlung sollte dem deutschen Volke jedoch genügend Mittel belassen, um ohne eine Hilfe von außen zu existieren. Die Reparationsansprüche der UdSSR, der Vereinigten Staaten, des Vereinigten Königreiches und der anderen zu Reparationsforderungen berechtigten Länder sollten durch Entnahmen der verwendungsfähigen und vollständigen industriellen Ausrüstung aus den Besatzungszonen, vor allem der metallurgischen, chemischen und Maschinen erzeugenden Industrien, soweit sie für die deutsche Friedenswirtschaft unnötig sind, und die deutschen Auslandsguthaben befriedigt werden. Bezahlung oder Gegenleistungen irgendwelcher Art waren nicht vorgesehen. Umfang und Art der industriellen Ausrüstung, die für die deutsche Friedenswirtschaft unnötig ist und der Reparation unterliegt, sollten durch den Kontrollrat bestimmt werden. Der Industrieniveauplan vom März 1946 erhob gemäß dem Potsdamer Protokoll den deutschen Lebensstandard von 1932 zur Bemessungsgrundlage für die Ermittlung der als „überflüssig“ deklarierten und damit für Reparationszwecke zu demontierenden Industrieanlagen. Die Sowjetregierung erhob keine Ansprüche auf das von den alliierten Truppen in Deutschland erbeutete Gold.
Jede Besatzungsmacht sollte ihre Reparationsansprüche durch Demontage in ihrer eigenen Besatzungszone befriedigen. Da die Sowjetunion die größten Kriegsschäden erlitten hatte und die deutschen Industriezentren in den westlichen Besatzungsgebieten konzentriert waren, erhielt sie zusätzliche Anteile an der Ausrüstung aus den Westzonen. Die Sowjetunion sollte im Gegenzug durch Lebensmittellieferungen aus dem Osten die Ernährungslage in den westlichen Bevölkerungszentren des besetzten Deutschland verbessern. Hieran entzündete sich bald Streit: Da die Sowjetunion sich weigerte, diese Lieferungen mit Lebensmittellieferungen aus der sowjetischen Besatzungszone zu vergüten, beendete der amerikanische Militärgouverneur Lucius D. Clay am 25. Mai 1946 die Lieferungen auf das Reparationskonto aus der amerikanischen Zone an die Sowjetunion. Die beiden anderen Westmächte schlossen sich diesem Vorgehen an.
Die Beschlagnahme und Kontrolle des Vermögens der I. G. Farbenindustrie wurde im Kontrollratsgesetz Nr. 9 vom 20. September 1945 speziell geregelt.
Mit dem Kontrollratsgesetz Nr. 5 vom 30. Oktober 1945 wurde das deutsche Auslandsvermögen auf eine beim Kontrollrat gebildete Kommission übertragen, außerdem die Devisenbestände eingezogen sowie Warenzeichen und Patente beschlagnahmt. Unabhängig davon konnte die Sowjetunion bereits aufgrund der Potsdamer Reparationsregelung über die deutschen Vermögenswerte in der sowjetischen Besatzungszone sowie über die deutschen Auslandsguthaben in Ostösterreich, Bulgarien, Finnland und Rumänien verfügen.
Nachdem die Reparationskommission der Vier Mächte schon im Sommer 1945 gescheitert war, regelte das Pariser Reparationsabkommen vom 14. Januar 1946 allein die Verteilung der „Westmasse“ durch die Inter-Alliierte Reparationsagentur (IARA). Das Abkommen wurde von den beteiligten Staaten als „Abgeltung aller ihrer Forderungen ihrer Staatsangehörigen gegen die ehemalige deutsche Regierung oder gegen deutsche Regierungsstellen“ verstanden.
Mit dem Beginn des Kalten Krieges schränkten zuerst die westlichen Alliierten die Demontagen ein und verschoben ihre Reparationsforderungen bis zum Abschluss eines Friedensvertrages.
Der Wert dieser Entnahmen ist schwer feststellbar und umstritten. So reichen die Schätzungen für das Auslandsvermögen von 315 Millionen US-Dollar bis zu 20 Milliarden Reichsmark und differieren damit umgerechnet um den Faktor 16.

### Abkommen mit deutscher Beteiligung
Beim Londoner Schuldenabkommen von 1953 wurde die Verrechnung aller bisherigen Entnahmen ausgeschlossen: Sie seien geringfügig angesichts der von Deutschland verursachten Kriegsschäden. Die deutsche Seite sei gut beraten, die Frage der Reparationen ruhen zu lassen. Eine Prüfung der aus dem Zweiten Weltkriege herrührenden Forderungen von Staaten, die sich mit Deutschland im Kriegszustand befanden oder deren Gebiet von Deutschland besetzt war, wurde im Abkommen „bis zu der endgültigen Regelung der Reparationsfrage“, also einer endgültigen Friedensregelung zurückgestellt. Das kam nach der Rechtsprechung des Bundesgerichtshofs in seiner rechtlichen Wirkung – bis zum Zustandekommen der vorgesehenen „Regelung“ der Reparationsfrage – einem auf unbestimmte Zeit abgeschlossenen Stillhalteabkommen (Moratorium) gleich.
Nach dem Fall der Berliner Mauer erreichte die Regierung Kohl, dass die anschließende Regelung der deutschen Frage, die nun anstand, nicht in Form von Friedensverhandlungen mit sämtlichen Staaten erfolgte, mit denen sich das Deutsche Reich 1945 im Kriegszustand befunden hatte, sondern nur mit den vier Hauptsiegermächten. Der Zwei-plus-Vier-Vertrag vom 12. September 1990, der die außenpolitischen Aspekte der deutschen Vereinigung regelte und im Einvernehmen der Vertragsparteien „anstelle eines Friedensvertrages“ geschlossen wurde, enthält zwar keine endgültige Regelung der Reparationsfrage für die nicht an diesem Vertrag und am Potsdamer Abkommen beteiligten reparationsberechtigten Drittstaaten, aber auch keine Aussagen zu Reparationsverpflichtungen. Die deutsche Bundesregierung vertritt die Auffassung, dass fünfzig Jahre nach Ende des Zweiten Weltkrieges „die Reparationsfrage obsolet“ geworden sei und es eine (friedens-)vertragliche Regelung über rechtliche Fragen im Zusammenhang mit dem Zweiten Weltkrieg nicht mehr geben, insbesondere die Reparationsfrage in Bezug auf Gesamtdeutschland nicht mehr vertraglich geregelt werde. In diesem Verständnis habe die Bundesregierung den Vertrag über die abschließende Regelung in bezug auf Deutschland abgeschlossen. Dies wird als „völkerrechtlicher Spagat“ angesehen, da sie etwa nach der Londoner Schuldenkonferenz 1953 und im Überleitungsvertrag 1954 behauptet hatte, die Reparationsfrage könne nur Gegenstand von Friedensverhandlungen sein, für die es damals aber noch zu früh gewesen sei.
Offen ist aus deutscher Sicht die Auslegung der Charta von Paris vom 21. November 1990. Die Signatarstaaten nehmen darin zwar „mit großer Genugtuung Kenntnis von dem am 12. September 1990 in Moskau unterzeichneten Vertrag über die abschließende Regelung in bezug auf Deutschland“, fraglich ist jedoch, ob dieser Wortlaut als umfassender und endgültiger Verzicht eines jeden einzelnen Teilnehmerstaats auf Reparationen spricht. Einerseits ließe sich die Zustimmung zur Charta von Paris als uneingeschränkte Akzeptanz des Zwei-plus-Vier-Vertrages verstehen, die den Verzicht auf Reparationen mit umfasste, andererseits könnte die „Kenntnisnahme“ durch die Staats- und Regierungschefs der Teilnehmerstaaten nach ihrer systematischen Stellung unter der allgemeinen Überschrift der deutschen „Einheit“ nur dahingehend ausgelegt werden, dass sie die Wiedervereinigung zwischen der Bundesrepublik Deutschland und der DDR bei gleichzeitig endgültigem Verzicht auf die ehemaligen deutschen Ostgebiete begrüßten. Die gesamte Charta enthält keinen ausdrücklichen Hinweis auf Reparationsfragen oder vergleichbare konkrete Rechtsfolgen des Zweiten Weltkriegs.

### Wert der Entnahmen aus SBZ und DDR

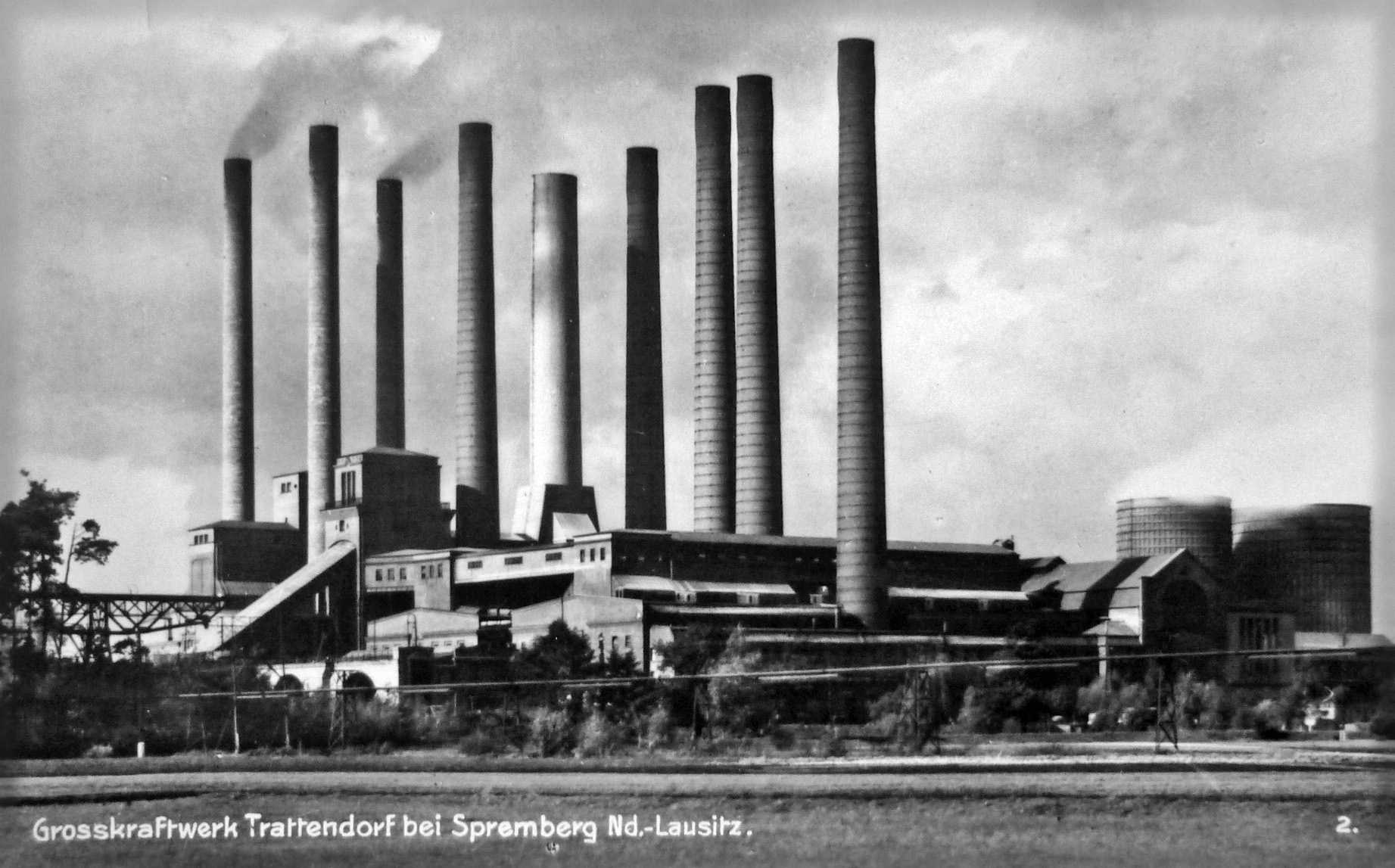
Das Großkraftwerk Trattendorf, welches ab 1945 durch die sowjetischen Besatzungstruppen demontiert wurde.

Die Reparationsleistungen der späteren DDR an die Sowjetunion geschahen bis 1948 hauptsächlich durch Demontage von Industriebetrieben. Davon betroffen waren 2000 bis 2400 der wichtigsten und bestausgerüsteten Betriebe innerhalb der Sowjetischen Besatzungszone Deutschlands (SBZ). Bis März 1947 wurden zudem 11.800 Kilometer Eisenbahnschienen demontiert und in die Sowjetunion verbracht. Damit wurde das Schienennetz bezogen auf den Stand von 1938 um 48 Prozent reduziert. Der Substanzverlust an industriellen und infrastrukturellen Kapazitäten durch die Demontagen betrug insgesamt rund 30 Prozent der 1944 auf diesem Gebiet vorhandenen Fonds. Ab Juni 1946 begann sich mit dem SMAD-Befehl Nr. 167 die Form der Reparationen von Demontagen auf Entnahmen aus laufender Produktion im Rahmen der Sowjetischen Aktiengesellschaften zu verlagern, die von 1946 bis 1953 jährlich zwischen 48 und 12,9 Prozent (durchschnittlich 22 Prozent) des Bruttosozialprodukts betrugen. Die Reparationen endeten nach dem Volksaufstand vom 17. Juni 1953. Auf der Grundlage erstmals erschlossener Archivmaterialien, vor allem in Moskau, kamen Lothar Baar, Rainer Karlsch und Werner Matschke vom Institut für Wirtschaftsgeschichte der Humboldt-Universität zu Berlin etwa 1993 auf eine Gesamtsumme von mindestens 54 Milliarden Reichsmark bzw. Deutsche Mark (Ost) zu laufenden Preisen bzw. auf mindestens 14 Milliarden US-Dollar zu Preisen des Jahres 1938.
Als die Reparationen 1953 für beendet erklärt wurden, hatte die SBZ/DDR die höchsten im 20. Jahrhundert bekanntgewordenen Reparationsleistungen erbracht. Siegfried Wenzel, ehemaliger stellvertretender Vorsitzender der Staatlichen Plankommission der DDR, bezifferte die Reparationen der SBZ und der DDR auf insgesamt 99,1 Milliarden DM (zu Preisen von 1953) und die der Bundesrepublik Deutschland demgegenüber auf 2,1 Milliarden DM (zu Preisen von 1953). Die SBZ/DDR soll demzufolge 97 bis 98 Prozent der Reparationslast Gesamtdeutschlands – pro Person mithin das 130-fache – betragen haben. Wenzel bezog sich dabei auf unterschiedliche Quellen wie die Interalliierte Reparationsagentur für die Reparationsleistungen der westlichen Besatzungszonen und das Bundesministerium für innerdeutsche Beziehungen für die Reparationsleistungen von SBZ und DDR und zog unterschiedliche Bezugsgrößen (US-Dollar zu Preisen von 1938 bzw. Deutsche Mark zu Preisen von 1944 [sic]) heran.
Zwar wird eine exakte Berechnung der Reparationsleistungen, wie Wenzel einräumt, aufgrund unterschiedlicher Bezugsgrößen tatsächlich erschwert; gleichwohl bleiben die enormen Unterschiede der Reparationslasten offensichtlich. 1995 wurden von den Historikern Konstatin Akinscha und Grigori Koslow nach Einsicht in die Originaldokumente in russischen Archiven eigene Belege vorgelegt: Sie bezeichnen diese Phase als Die Plünderung Deutschlands (mit „Deutschland“ ist mit wenigen Ausnahmen nur die Sowjetische Besatzungszone gemeint). Ähnliche Informationen sind aus dem Uranbergbau der SDAG Wismut sowie aus dem Schiffbau (z. B. Logger-Großserie) bekannt.

## Länder mit Reparationsansprüchen
Aufgrund des Potsdamer Abkommens und des Pariser Reparationsabkommens hatten einzelne Länder Reparationsansprüche.

### Die Alliierten
- Sowjetunion
- Vereinigte Staaten
- Großbritannien
- Frankreich

### Mit den Alliierten Verbündete
- Ägypten
- Australien
- Belgien[42]
- Dänemark
- Griechenland
- Indien
- Jugoslawien
- Kanada
- Luxemburg
- Neuseeland
- Niederlande
- Norwegen
- Pakistan (seit der Teilung Indiens 1947)
- Südafrika
- Tschechoslowakei

### Weitere Staaten
- Albanien

## Niederlande
Nachdem die Niederlande auf der Londoner Sechsmächtekonferenz von 1948 einen kleinen Teil ihrer Gebietsansprüche nach dem Bakker-Schut-Plan hatten durchsetzen können und einige bis dahin nordrhein-westfälische Gemeinden annektiert hatten, unterzeichneten die Bundesrepublik Deutschland und das Königreich der Niederlande am 8. April 1960 einen Vertrag zur Regelung von deutsch-niederländischen Grenzfragen und anderen zwischen beiden Staaten bestehenden Problemen (Ausgleichsvertrag).
Durch den Finanzvertrag, der einen Teil des Ausgleichsvertrages bildet, erhielt das Königreich der Niederlande von der Bundesrepublik einen Betrag von 280 Millionen DM, davon einen wesentlichen Teil für die Wiedergutmachung an niederländischen Opfern des Nationalsozialismus. Da andererseits die Niederlande im Grenzvertrag, der ebenfalls Teil des Ausgleichsvertrags ist, der Rückgabe der zum 23. April 1949 unter vorläufige niederländische Auftragsverwaltung gestellten Grenzgebiete zustimmten, erklärten beide Staaten im Finanzvertrag alle gegenseitigen Forderungen und Ansprüche für geregelt. In Art. 15 Abs. 2 des Finanzvertrags verpflichteten sich die Niederlande, künftig keine Forderungen oder Ansprüche gegen die Bundesrepublik zu erheben, „die aus dem Kriege und der Besetzung der Niederlande herrühren.“

## Griechenland
Griechische Forderungen gegen Deutschland richten sich im 21. Jahrhundert insbesondere auf eine vermeintliche „deutsche Restschuld“ aus einer Zwangsanleihe von 1942.

## Ausgleich für Reparationsschäden
Die Entschädigung für Verluste an deutschem Auslandsvermögen und für Schäden, die durch Demontagen und Wegnahmen solcher Wirtschaftsgüter im Inland entstanden waren, welche in das Ausland verbracht wurden (sog. Reparationsschäden), regelte das Reparationsschädengesetz von 1969.